# Hygor Cléber
Hygor Cléber Garcia Silva (Franca, 13 agosto 1992) è un calciatore brasiliano, attaccante dell'Avaí.

## Caratteristiche tecniche
È un centravanti.

## Palmarès

### Club

#### Competizioni statali
- Campeonato Paulista Série A2: 1

Ferroviária: 2015
- Copa Paulista: 1

Ferroviária: 2017
- Campeonato Catarinense Série B: 1

Criciúma: 2022
- Campionato Catarinense: 1

Avaí: 2025

#### Competizioni regionali
- Copa do Nordeste: 1

Ceará: 2023